# كريستين فلاورز
كريستين فلاورز (بالإنجليزية: Christine Flowers)‏ هي مغنية وممثلة أمريكية، ولدت في 1 يوليو 1960.

## وصلات خارجية
- الموقع الرسمي
- كريستين فلاورز على موقع ميوزك برينز (الإنجليزية)